# Ruta Estatal de California 15
La Ruta Estatal de California 15, y abreviada SR 15 (en inglés: California State Route 15) es una carretera estatal estadounidense ubicada en el estado de California. La carretera inicia en el Sur desde la I 15 /Main Street, Harbor Drive a 19 km de la frontera mexicana en San Diego hacia el Norte en la I 8  , I 15   en San Diego. La carretera tiene una longitud de 9 km (5.59 mi).

## Mantenimiento
Al igual que las autopistas interestatales, y las rutas federales y el resto de carreteras estatales, la Ruta Estatal de California 15 es administrada y mantenida por el Departamento de Transporte de California por sus siglas en inglés Caltrans.

## Interestatal 15
La redesignación de la SR 15 como una Interestatal I-15 se convertiría cuando la hagan las mejoras para que la conexión con la Ruta Estatal 94 tenga los mismos estándares que la de una Interestatal.

## Cruces
| condado | Ubicación | Milla | Destinos                                             | Notas |
| --- | --------- | ----- | ---------------------------------------------------- | --- |
| condado de San Diego |           |       | Harbor Drive                                         | Salida Sur y entrada Norte                                                                                            |
| condado de San Diego |           | 1A    | Main Street                                          | Salida Sur y entrada Norte                                                                                            |
| condado de San Diego | R0.00     | 1     | I 5 (San Diego Freeway) – National City, Chula Vista | Salida Sur y entrada Norte; señalizada como salidas 1B (norte) y 1C (sur)                                             |
| condado de San Diego | R0.59     | 1D    | Ocean View Boulevard, Imperial Avenue                | Señalizada como la salida 1 norte                                                                                     |
| condado de San Diego | 1.85      | 2A    | Market Street                                        | |
| condado de San Diego | 2.23      | 2B    | SR 94 (M. L. King Jr. Freeway)                       | Señalizada como salidas 2B (este) y 2C (oeste) en sentido norte; la salida sur hacia la SR 94 este es vía la salida 3 |
| condado de San Diego | R3.37     | 3     | I 805 norte (Jacob Dekema Freeway) – Los Ángeles     | Salida Norte y entrada Sur                                                                                            |
| condado de San Diego | R3.37     | 3     | I 805 sur (Jacob Dekema Freeway)                     | Salida Sur y entrada Norte                                                                                            |
| condado de San Diego | M4.66     | 5A    | University Avenue – City Heights Transit Plaza       | |
| condado de San Diego | M5.04     | 5B    | El Cajon Boulevard – Boulevard Transit Plaza         | Antigua I-8 Bus. |
| condado de San Diego | M5.60     | 6A    | Adams Avenue                                         | |
| condado de San Diego | R6.03     | 6B    | Camino del Río South                                 | |
| condado de San Diego | R6.13     | 6B    | I 8 – El Centro, Playas                              | |
| condado de San Diego | R6.13     |       | I 15 norte (Escondido Freeway) – Riverside           | Continuación más allá de la I-8                                                                                       |
| 1.000 mi = 1.609 km; 1.000 km = 0.621 mi Cerrada/Antigua • Terminal concurrente • Acceso incompleto • Propuesta/Sin abrir |           |       |                                                      | |